# Ligue des champions de futsal de l'UEFA 2025-2026
Navigation
2024-2025 2026-2027
La Ligue des champions de futsal de l'UEFA 2025-2026 est la 25e édition de la compétition organisée par l'UEFA.
 Le Palma Futsal, triple champion d'Europe remet son titre en jeu.

## Format de la compétition
Le format de la compétition est modifié à partir de cette saison.
Dans le nouveau système de compétition, approuvé par le Comité exécutif de l'UEFA le 2 avril 2025, des confrontations aller-retour à élimination directe en huitièmes et quarts de finale remplaceront l'actuel tour Élite à 16 équipes, qui détermine les quatre clubs accédant à la phase finale à élimination directe dans une ville hôte.
| Tour                               | Date du tirage au sort | Dates des matchs               |
| ---------------------------------- | ---------------------- | ------------------------------ |
| Tour préliminaire                  | 3 juillet 2025         | 26 – 31 août 2025              |
| Tour principal                     | 3 juillet 2025         | 28 octobre – 2 novembre 2025   |
| Huitièmes de finale (aller-retour) | 6 novembre 2025        | 24 novembre et 5 décembre 2025 |
| Quarts de finale (aller-retour)    | 6 novembre 2025        | 23 février et 6 mars 2026      |
| Phase finale                       | 6 novembre 2025        | 8 - 10 mai 2026                |

## Clubs participants
Quatre nations (Espagne, Portugal, Kazakhstan et Ukraine) comptent deux clubs et les huit représentants de ces pays, dont le Palma Futsal, champion en titre, comptent parmi les 23 équipes affichant les plus hauts coefficients qui sont directement qualifiés pour le tour principal.
Les 32 autres équipes débutent au tour préliminaire, avec huit groupes de quatre disputés sous forme de tournoi toutes rondes dans un lieu unique. Les vainqueurs de groupe sont qualifiés pour rejoindre les clubs directement qualifiés pour le tour principal.
Le Tour principal est divisé en deux voies en fonction des coefficients européens. Les trois premiers des quatre groupes de la Voie A intègrent les huitièmes de finale, contrairement au seuls vainqueurs des quatre poules de la Voie B.
Lors des huitièmes de finale en matches aller-retour, les vainqueurs des groupes de la Voie B et les équipes classées troisièmes des groupes de la Voie A seront tirés au sort contre les équipes ayant terminé en tête des groupes de la Voie A (ces dernières, en tant qu’équipes têtes de série, joueront le match aller à l'extérieur).
Les vainqueurs des matches aller-retour en quarts de finale se qualifieront pour la phase finale.
La phase finale se déroulera en un seul lieu sous la forme d'une phase à élimination directe regroupant quatre équipes.
|                                  | Équipes qualifiées auparavant         | Équipes entrant en lice     |
| -------------------------------- | ------------------------------------- | --------------------------- |
| Tour préliminaire (32 équipes)   | -                                     | - 32 équipes                |
| Tour principal (32 équipes)      | - 8 qualifiés du Tour prélim.         | - 24 meilleurs coefficients |
| Huitièmes de finale (16 équipes) | - 16 qualifiés du Tour principal      | -                           |
| Quarts de finale (8 équipes)     | - 8 qualifiés des huitièmes de finale | -                           |
| Phase finale à 4 (4 équipes)     | - 4 qualifiés des quarts de finale    | -                           |

## Tour préliminaire
Les premiers de chaque groupe se qualifient pour le Tour principal - Voie B. Un club par groupe est désigné pays hôte H.

### Groupe A
| Rang | Équipe              | Pts | J | G | N | P | Bp | Bc | Diff |  | Résultats           |  |   |   |   |
| ---- | ------------------- | --- | - | - | - | - | -- | -- | ---- |  | ------------------- |  | - | - | - |
| 1    | Yerevan Futsal Club | 0   | 0 | 0 | 0 | 0 | 0  | 0  | 0    |  | Yerevan Futsal Club |  | - | - | - |
| 2    | Futsal Club FORCA H | 0   | 0 | 0 | 0 | 0 | 0  | 0  | 0    |  | Futsal Club FORCA H |  |   | - | - |
| 3    | FC Encamp           | 0   | 0 | 0 | 0 | 0 | 0  | 0  | 0    |  | FC Encamp           |  |   |   | - |
| 4    | S.S. Murata         | 0   | 0 | 0 | 0 | 0 | 0  | 0  | 0    |  | S.S. Murata         |  |   |   |   |

### Groupe B
| Rang | Équipe             | Pts | J | G | N | P | Bp | Bc | Diff |  | Résultats          |  |   |   |   |
| ---- | ------------------ | --- | - | - | - | - | -- | -- | ---- |  | ------------------ |  | - | - | - |
| 1    | Tigers Roermond    | 0   | 0 | 0 | 0 | 0 | 0  | 0  | 0    |  | Tigers Roermond    |  | - | - | - |
| 2    | KMF Bajo Pivljanin | 0   | 0 | 0 | 0 | 0 | 0  | 0  | 0    |  | KMF Bajo Pivljanin |  |   | - | - |
| 3    | KF Vllaznia H      | 0   | 0 | 0 | 0 | 0 | 0  | 0  | 0    |  | KF Vllaznia H      |  |   |   | - |
| 4    | Ísbjörninn         | 0   | 0 | 0 | 0 | 0 | 0  | 0  | 0    |  | Ísbjörninn         |  |   |   |   |

### Groupe C
| Rang | Équipe          | Pts | J | G | N | P | Bp | Bc | Diff |  | Résultats       |  |   |   |   |
| ---- | --------------- | --- | - | - | - | - | -- | -- | ---- |  | --------------- |  | - | - | - |
| 1    | FC Vrhnika      | 0   | 0 | 0 | 0 | 0 | 0  | 0  | 0    |  | FC Vrhnika      |  | - | - | - |
| 2    | Borås AIK H     | 0   | 0 | 0 | 0 | 0 | 0  | 0  | 0    |  | Borås AIK H     |  |   | - | - |
| 3    | FC Tallinn B.P. | 0   | 0 | 0 | 0 | 0 | 0  | 0  | 0    |  | FC Tallinn B.P. |  |   |   | - |
| 4    | Vangölü FK      | 0   | 0 | 0 | 0 | 0 | 0  | 0  | 0    |  | Vangölü FK      |  |   |   |   |

### Groupe D
| Rang | Équipe                 | Pts | J | G | N | P | Bp | Bc | Diff |  | Résultats              |  |   |   |   |
| ---- | ---------------------- | --- | - | - | - | - | -- | -- | ---- |  | ---------------------- |  | - | - | - |
| 1    | Hjørring Futsal Klub   | 0   | 0 | 0 | 0 | 0 | 0  | 0  | 0    |  | Hjørring Futsal Klub   |  | - | - | - |
| 2    | AEL Limassol           | 0   | 0 | 0 | 0 | 0 | 0  | 0  | 0    |  | AEL Limassol           |  |   | - | - |
| 3    | FC Clic Chişinău H     | 0   | 0 | 0 | 0 | 0 | 0  | 0  | 0    |  | FC Clic Chişinău H     |  |   |   | - |
| 4    | Maccabi Netanya Futsal | 0   | 0 | 0 | 0 | 0 | 0  | 0  | 0    |  | Maccabi Netanya Futsal |  |   |   |   |

### Groupe E
| Rang | Équipe             | Pts | J | G | N | P | Bp | Bc | Diff |  | Résultats          |  |   |   |   |
| ---- | ------------------ | --- | - | - | - | - | -- | -- | ---- |  | ------------------ |  | - | - | - |
| 1    | Viten Orsha        | 0   | 0 | 0 | 0 | 0 | 0  | 0  | 0    |  | Viten Orsha        |  | - | - | - |
| 2    | TSV Weilimdorf     | 0   | 0 | 0 | 0 | 0 | 0  | 0  | 0    |  | TSV Weilimdorf     |  |   | - | - |
| 3    | FSC Levski Sofia H | 0   | 0 | 0 | 0 | 0 | 0  | 0  | 0    |  | FSC Levski Sofia H |  |   |   | - |
| 4    | Europa FC          | 0   | 0 | 0 | 0 | 0 | 0  | 0  | 0    |  | Europa FC          |  |   |   |   |

### Groupe F
| Rang | Équipe                | Pts | J | G | N | P | Bp | Bc | Diff |  | Résultats             |  |   |   |   |
| ---- | --------------------- | --- | - | - | - | - | -- | -- | ---- |  | --------------------- |  | - | - | - |
| 1    | Araz Naxçivan         | 0   | 0 | 0 | 0 | 0 | 0  | 0  | 0    |  | Araz Naxçivan         |  | - | - | - |
| 2    | FC Ljuti Krajišnici H | 0   | 0 | 0 | 0 | 0 | 0  | 0  | 0    |  | FC Ljuti Krajišnici H |  |   | - | - |
| 3    | PYF Saltires          | 0   | 0 | 0 | 0 | 0 | 0  | 0  | 0    |  | PYF Saltires          |  |   |   | - |
| 4    | Sparta Belfast        | 0   | 0 | 0 | 0 | 0 | 0  | 0  | 0    |  | Sparta Belfast        |  |   |   |   |

### Groupe G
| Rang | Équipe              | Pts | J | G | N | P | Bp | Bc | Diff |  | Résultats           |  |   |   |   |
| ---- | ------------------- | --- | - | - | - | - | -- | -- | ---- |  | ------------------- |  | - | - | - |
| 1    | MNK Buba Mara H     | 0   | 0 | 0 | 0 | 0 | 0  | 0  | 0    |  | MNK Buba Mara H     |  | - | - | - |
| 2    | Blue Magic Dublin   | 0   | 0 | 0 | 0 | 0 | 0  | 0  | 0    |  | Blue Magic Dublin   |  |   | - | - |
| 3    | MFC CIU             | 0   | 0 | 0 | 0 | 0 | 0  | 0  | 0    |  | MFC CIU             |  |   |   | - |
| 4    | Futsal Club Cardiff | 0   | 0 | 0 | 0 | 0 | 0  | 0  | 0    |  | Futsal Club Cardiff |  |   |   |   |

### Groupe H
| Rang | Équipe               | Pts | J | G | N | P | Bp | Bc | Diff |  | Résultats            |  |   |   |   |
| ---- | -------------------- | --- | - | - | - | - | -- | -- | ---- |  | -------------------- |  | - | - | - |
| 1    | Futsal Club Veszprém | 0   | 0 | 0 | 0 | 0 | 0  | 0  | 0    |  | Futsal Club Veszprém |  | - | - | - |
| 2    | AEK Futsal Club H    | 0   | 0 | 0 | 0 | 0 | 0  | 0  | 0    |  | AEK Futsal Club H    |  |   | - | - |
| 3    | Sjarmtrollan IL      | 0   | 0 | 0 | 0 | 0 | 0  | 0  | 0    |  | Sjarmtrollan IL      |  |   |   | - |
| 4    | Bolton Futsal Club   | 0   | 0 | 0 | 0 | 0 | 0  | 0  | 0    |  | Bolton Futsal Club   |  |   |   |   |

## Tour principal

### Voie A
Les trois premiers de chaque groupe se qualifient pour les huitièmes de finale. Un club par groupe est désigné pays hôte H.

#### Groupe 1
| Rang | Équipe            | Pts | J | G | N | P | Bp | Bc | Diff |  | Résultats         |  |   |   |   |
| ---- | ----------------- | --- | - | - | - | - | -- | -- | ---- |  | ----------------- |  | - | - | - |
| 1    | Jimbee Cartagena  | 0   | 0 | 0 | 0 | 0 | 0  | 0  | 0    |  | Jimbee Cartagena  |  | - | - | - |
| 2    | Anderlecht Futsal | 0   | 0 | 0 | 0 | 0 | 0  | 0  | 0    |  | Anderlecht Futsal |  |   | - | - |
| 3    | Piast Gliwice H   | 0   | 0 | 0 | 0 | 0 | 0  | 0  | 0    |  | Piast Gliwice H   |  |   |   | - |
| 4    | Kauno Žalgiris    | 0   | 0 | 0 | 0 | 0 | 0  | 0  | 0    |  | Kauno Žalgiris    |  |   |   |   |

#### Groupe 2
| Rang | Équipe            | Pts | J | G | N | P | Bp | Bc | Diff |  | Résultats         |  |   |   |   |
| ---- | ----------------- | --- | - | - | - | - | -- | -- | ---- |  | ----------------- |  | - | - | - |
| 1    | Palma Futsal H    | 0   | 0 | 0 | 0 | 0 | 0  | 0  | 0    |  | Palma Futsal H    |  | - | - | - |
| 2    | Futsal Club Semey | 0   | 0 | 0 | 0 | 0 | 0  | 0  | 0    |  | Futsal Club Semey |  |   | - | - |
| 3    | Étoile Lavalloise | 0   | 0 | 0 | 0 | 0 | 0  | 0  | 0    |  | Étoile Lavalloise |  |   |   | - |
| 4    | FK Chrudim        | 0   | 0 | 0 | 0 | 0 | 0  | 0  | 0    |  | FK Chrudim        |  |   |   |   |

#### Groupe 3
| Rang | Équipe                     | Pts | J | G | N | P | Bp | Bc | Diff |  | Résultats                  |  |   |   |   |
| ---- | -------------------------- | --- | - | - | - | - | -- | -- | ---- |  | -------------------------- |  | - | - | - |
| 1    | SL Benfica                 | 0   | 0 | 0 | 0 | 0 | 0  | 0  | 0    |  | SL Benfica                 |  | - | - | - |
| 2    | Riga Futsal Club           | 0   | 0 | 0 | 0 | 0 | 0  | 0  | 0    |  | Riga Futsal Club           |  |   | - | - |
| 3    | KMF Loznica-Grad 2018      | 0   | 0 | 0 | 0 | 0 | 0  | 0  | 0    |  | KMF Loznica-Grad 2018      |  |   |   | - |
| 4    | Luxol St. Andrews Futsal H | 0   | 0 | 0 | 0 | 0 | 0  | 0  | 0    |  | Luxol St. Andrews Futsal H |  |   |   |   |

#### Groupe 4
| Rang | Équipe                  | Pts | J | G | N | P | Bp | Bc | Diff |  | Résultats               |  |   |   |   |
| ---- | ----------------------- | --- | - | - | - | - | -- | -- | ---- |  | ----------------------- |  | - | - | - |
| 1    | Sporting CP             | 0   | 0 | 0 | 0 | 0 | 0  | 0  | 0    |  | Sporting CP             |  | - | - | - |
| 2    | Kairat Almaty           | 0   | 0 | 0 | 0 | 0 | 0  | 0  | 0    |  | Kairat Almaty           |  |   | - | - |
| 3    | Novo Vrijeme Makarska H | 0   | 0 | 0 | 0 | 0 | 0  | 0  | 0    |  | Novo Vrijeme Makarska H |  |   |   | - |
| 4    | FC Prishtina 01         | 0   | 0 | 0 | 0 | 0 | 0  | 0  | 0    |  | FC Prishtina 01         |  |   |   |   |

### Voie B
Le premier de chaque groupe se qualifie pour les huitièmes de finale. Un club par groupe est désigné pays hôte H.

#### Groupe 5
| Rang | Équipe        | Pts | J | G | N | P | Bp | Bc | Diff |  | Résultats     |  |   |   |   |
| ---- | ------------- | --- | - | - | - | - | -- | -- | ---- |  | ------------- |  | - | - | - |
| 1    | Catania C/5 H | 0   | 0 | 0 | 0 | 0 | 0  | 0  | 0    |  | Catania C/5 H |  | - | - | - |
| 2    | Akaa Futsal   | 0   | 0 | 0 | 0 | 0 | 0  | 0  | 0    |  | Akaa Futsal   |  |   | - | - |
| 3    | 1er groupe E  | 0   | 0 | 0 | 0 | 0 | 0  | 0  | 0    |  | 1er groupe E  |  |   |   | - |
| 4    | 1er groupe H  | 0   | 0 | 0 | 0 | 0 | 0  | 0  | 0    |  | 1er groupe H  |  |   |   |   |

#### Groupe 6
| Rang | Équipe              | Pts | J | G | N | P | Bp | Bc | Diff |  | Résultats           |  |   |   |   |
| ---- | ------------------- | --- | - | - | - | - | -- | -- | ---- |  | ------------------- |  | - | - | - |
| 1    | Futsal Klub Lučenec | 0   | 0 | 0 | 0 | 0 | 0  | 0  | 0    |  | Futsal Klub Lučenec |  | - | - | - |
| 2    | Futsal Minerva      | 0   | 0 | 0 | 0 | 0 | 0  | 0  | 0    |  | Futsal Minerva      |  |   | - | - |
| 3    | 1er groupe G        | 0   | 0 | 0 | 0 | 0 | 0  | 0  | 0    |  | 1er groupe G        |  |   |   | - |
| 4    | 1er groupe D        | 0   | 0 | 0 | 0 | 0 | 0  | 0  | 0    |  | 1er groupe D        |  |   |   |   |

#### Groupe 7
| Rang | Équipe            | Pts | J | G | N | P | Bp | Bc | Diff |  | Résultats         |  |   |   |   |
| ---- | ----------------- | --- | - | - | - | - | -- | -- | ---- |  | ----------------- |  | - | - | - |
| 1    | United Galati     | 0   | 0 | 0 | 0 | 0 | 0  | 0  | 0    |  | United Galati     |  | - | - | - |
| 2    | FC Differdange 03 | 0   | 0 | 0 | 0 | 0 | 0  | 0  | 0    |  | FC Differdange 03 |  |   | - | - |
| 3    | 1er groupe F      | 0   | 0 | 0 | 0 | 0 | 0  | 0  | 0    |  | 1er groupe F      |  |   |   | - |
| 4    | 1er groupe B      | 0   | 0 | 0 | 0 | 0 | 0  | 0  | 0    |  | 1er groupe B      |  |   |   |   |

#### Groupe 8
| Rang | Équipe         | Pts | J | G | N | P | Bp | Bc | Diff |  | Résultats      |  |   |   |   |
| ---- | -------------- | --- | - | - | - | - | -- | -- | ---- |  | -------------- |  | - | - | - |
| 1    | FC HIT Kiev    | 0   | 0 | 0 | 0 | 0 | 0  | 0  | 0    |  | FC HIT Kiev    |  | - | - | - |
| 2    | FC Aurora Team | 0   | 0 | 0 | 0 | 0 | 0  | 0  | 0    |  | FC Aurora Team |  |   | - | - |
| 3    | 1er groupe C   | 0   | 0 | 0 | 0 | 0 | 0  | 0  | 0    |  | 1er groupe C   |  |   |   | - |
| 4    | 1er groupe A   | 0   | 0 | 0 | 0 | 0 | 0  | 0  | 0    |  | 1er groupe A   |  |   |   |   |

## Huitièmes de finale
Le tirage au sort a lieu le 6 novembre 2025.
| #        | Tête de série |
| -------- | ------------- |
| 1er Gr.1 |               |
| 2e Gr.1  |               |
| 1er Gr.2 |               |
| 2e Gr.2  |               |
| 1er Gr.3 |               |
| 2e Gr.3  |               |
| 1er Gr.4 |               |
| 2e Gr.4  |               |

| #        | Non tête de série |
| -------- | ----------------- |
| 3e Gr.1  |                   |
| 3e Gr.2  |                   |
| 3e Gr.3  |                   |
| 3e Gr.4  |                   |
| 1er Gr.5 |                   |
| 1er Gr.6 |                   |
| 1er Gr.7 |                   |
| 1er Gr.8 |                   |

| Équipe | Aller | Total | Retour | Équipe |
| ------ | ----- | ----- | ------ | ------ |
|        | -     | -     | -      |        |
|        | -     | -     | -      |        |
|        | -     | -     | -      |        |
|        | -     | -     | -      |        |
|        | -     | -     | -      |        |
|        | -     | -     | -      |        |
|        | -     | -     | -      |        |
|        | -     | -     | -      |        |

## Quarts de finale
| Équipe | Aller | Total | Retour | Équipe |
| ------ | ----- | ----- | ------ | ------ |
|        | -     | -     | -      |        |
|        | -     | -     | -      |        |
|        | -     | -     | -      |        |
|        | -     | -     | -      |        |

## Phase finale
Les quatre vainqueurs des quarts de finale disputent la phase finale qui se déroule du 8 au 10 mai 2026.

### Tableau
|  | Demi-finales                  | Demi-finales | Demi-finales | Demi-finales |  |  | Finale      | Finale      | Finale      | Finale      |
|  |                               |              |              |              |  |  |             |             |             |             |
|  | 8 mai 2026                    | 8 mai 2026   | 8 mai 2026   | 8 mai 2026   |  |  | 10 mai 2026 | 10 mai 2026 | 10 mai 2026 | 10 mai 2026 |
|  |                               |              |              |              |  |  | 10 mai 2026 | 10 mai 2026 | 10 mai 2026 | 10 mai 2026 |
|  |                               |              |              |              |  |  | 10 mai 2026 | 10 mai 2026 | 10 mai 2026 | 10 mai 2026 |
|  |                               |              |              |              |  |  | 10 mai 2026 | 10 mai 2026 | 10 mai 2026 | 10 mai 2026 |
|  |                               |              |              |              |  |  |             |             |             |             |
|  | 8 mai 2026                    |              |              |              |  |  |             |             |             |             |
|  |                               |              |              |              |  |  |             |             |             |             |
|  |                               |              |              |              |  |  |             |             |             |             |
|  |                               |              |              |              |  |  |             |             |             |             |
|  |                               |              |              |              |  |  |             |             |             |             |
|  | Match pour la troisième place |              |              |              |  |  |             |             |             |             |
|  |                               |              |              |              |  |  |             |             |             |             |
|  | 10 mai 2026                   |              |              |              |  |  |             |             |             |             |
|  |                               |              |              |              |  |  |             |             |             |             |
|  |                               |              |              |              |  |  |             |             |             |             |
|  |                               |              |              |              |  |  |             |             |             |             |
|  |                               |              |              |              |  |  |             |             |             |             |

### Demi-finales
| 8 mai 2025 |            | -   |  |  |
|            |            | (-) |  |  |
|            | [ Rapport] |     |  |  |

| 8 mai 2025 |            | -   |  |  |
|            |            | (-) |  |  |
|            | [ Rapport] |     |  |  |

### Match pour la troisième place
| 10 mai 2025 |            | -   |  |  |
|             |            | (-) |  |  |
|             | [ Rapport] |     |  |  |

### Finale
| 10 mai 2025 |            | -   |  |  |
|             |            | (-) |  |  |
|             | [ Rapport] |     |  |  |